# Zen-On Music Company Ltd
La Zen-On Music Company Ltd (全音楽譜出版社, Zen Ongakufu Shuppansha) est une maison d'édition musicale japonaise basée dans l'arrondissement de Shinjuku à Tokyo, au Japon. Fondée en 1931, la société Zen-On publie des partitions pour la vente et la location, y compris des partitions d'orchestre, des œuvres en solo et des œuvres contemporaines.
La Zen-On est également responsable de la publication de compositeurs asiatiques classiques tels que Joe Hisaishi ou Yoshirō Irino.

## Référence
- (en) Cet article est partiellement ou en totalité issu de l’article de Wikipédia en anglais intitulé « Zen-On Music Company Ltd » (voir la liste des auteurs).